# Rafael Santaolalla
Rafael Santaolalla Aparicio fue un militar, industrial y político español, alcalde de Vitoria entre el 19 de julio de 1936 y enero de 1941.

## Biografía
Fue el propio Francisco Franco el que, en los primeros días de la sublevación militar contra el Gobierno de la Segunda República de julio de 1936, impuso a Santaolalla, cercano a Acción Popular, como alcalde de Vitoria, en sustitución del republicano Tomás Alfaro Fournier. Este militar, líder de la patronal alavesa que se mostró afín tanto al régimen franquista como a la Alemania nazi de Adolf Hitler, fungiría como primer edil hasta enero de 1941, cuando fue sustituido en el puesto por José Lejarreta. Además de vaciar el ayuntamiento de funcionarios leales a la República e impulsar el cambio de nombre de varias calles de la ciudad, se encargó de la renovación del aeródromo de Salburua, que serviría, por ejemplo, como centro de operaciones a la Legión Cóndor en los días que condujeron al bombardeo de la localidad vizcaína de Guernica.
Durante años, un colegio de la capital alavesa llevó su nombre.